# Mahala, Belur
Mahala là một làng thuộc tehsil Belur, huyện Hassan, bang Karnataka, Ấn Độ.